# Hingene
Hingene is een dorp en een deelgemeente van Bornem in de Belgische provincie Antwerpen. De gehuchten Wintam en Eikevliet vallen onder de deelgemeente Hingene. Tot de fusie van 1977 was Hingene een zelfstandige gemeente.

## Geschiedenis
Op het Steenland te Hingene vond men in 1846 een muntschat die onder keizer Tiberius werd begraven. Dit wijst op een Romeinse of geromaniseerde bevolking in Klein-Brabant.
De geschiedenis van Hingene is op vele plaatsen en tijdstippen deze van het land van Bornem. Hingene heeft zich echter steeds verzet tegen de oppermacht van de oude kastelenij van Bornem en groeide stilaan uit tot een eigen heerlijkheid in 1560. Deze zelfstandigheid ging ten slotte verloren bij de fusie der gemeenten in 1977 waardoor Hingene, met de gehuchten Wintam en Eikevliet, werd ingedeeld bij Groot-Bornem. De meeste 'echte' Hingenaren betreuren het jaar van de fusie nog steeds. Sommigen hunkeren weer naar zelfstandigheid en onafhankelijkheid.
Oorspronkelijk behoorde Hingene toe aan de kasteelheren van Gent, die ook heren van Bornem waren en als zodanig van het Bisdom Luik afhingen. Gedurende korte tijd hoorde Hingene toe aan de heerlijkheid Rumst, waarvan het in 1449 gescheiden werd. Op hun beurt kwamen dan de huizen van Vlaanderen en Luxemburg in het bezit van de gemeente, tot in 1560 de heerlijkheid werd verkocht aan Hendrik graaf van Nassau. Diens erfgenaam, gekend als Willem de Zwijger, prins van Oranje, maakte al te goede sier in Brussel en was verplicht een aantal van zijn bezittingen te verkopen, waaronder Hingene. Zo kwam de heerlijkheid, voor 41.000 gulden, in het bezit van Mechior Schetz, een bankier en koopman uit Antwerpen. Het leengoed zou nadien nooit meer verkocht worden en zou nu, van generatie op generatie, overgaan door overerving.
Het leengoed van de graven en hertogen van d'Ursel strekte zich in deze streek uit over 144 zowel volle- als achterlenen. Naast de heerlijkheden van Hingene, Nattenhaasdonk, Eikevliet en Wintam bezaten zij onder andere leengoederen te Opdorp, het Tolhuis van Schelle, Hoboken. De baljuw van Opdorp werd te Hingene aangesteld.

### Rivaliteit met Bornem
De rivaliteit tussen de inwoners van Hingene en die van de naburige dorpen was zeer hevig. De geschillen van de plaatselijke overheden van Hingene en Bornem ontaarden bij herhaling in de loop van de geschiedenis. Rechterlijke geschillen onder elkaar werden hevig gevoerd. Het wantrouwen en de verdeeldheid tussen beide partijen waren zeer groot.

#### Windmolen van Bornem stilgelegd
Op 15 augustus 1601 ging Adriaan van Baetselaere, baljuw van Hingene, naar Bornem. Daar beval hij om de windmolen, op bevel van de heer van Hingene, stil te leggen. Daarna ging hij naar de molen zelf om de molenaar te bevelen het malen te stoppen. De heer van Hingene bezat het recht van de wind en het stromende water. Dit wou zeggen dat elke windmolen die gebouwd werd de toestemming tot malen van de heer van Hingene moest krijgen.

#### Groot proces "de Unie"
Bornem claimde dat zij een van de zeventien landelijke besturen was van de provincie Vlaanderen en bestond uit Bornem (als hoofdplaats) Hingene en Mariekerke. Bornem had van de raad van Mechelen het recht gekregen om gewone en buitengewone belastingen te vorderen. De lasten die Hingene moest betalen waren buiten proportie omdat het hoger werd geklasseerd dan Bornem en Mariekerke. Hingene weigerde deze belastingen te betalen. Hingene beweerde dat hun heerlijkheid afgescheiden was van Bornem en dat zij dus niets met Bornem gemeen hadden.

### Eerste Wereldoorlog

#### Gesneuveld voor het Vaderland
Hingene had 10 gesneuvelden te betreuren:
- Frans Victor De Wit (° Hingene op 5 januari 1894 - overleden op 18 oktober 1918 in Oostrozebeke)
- Petrus Coomans (° Arneuil (FR) op 21 januari 1882 - overleden op 30 mei 1916 in Poeningen-Molenhoek)
- Ludovicus Segers (° Hingene op 13 juli 1893 - overleden op 17 december 1918 in Langenmoor)
- Petrus Edmond Vleminckx (° Hingene op 27 Juni 1887 - overleden op 12 september 1914 in Haacht)
- Wolfgang d'Ursel (° Hingene op 7 augustus 1882 - overleden op 18 augustus 1914 in Budingen)
- Joannes Franciscus Van Haelen (° Londerzeel op 2 maart 1888 - overleden op 11 september 1914 in Wijgmaal-Rotselaar)
- Lodewijk De Baerdemaecker (° Buggenhout op 7 november 1893 - overleden op 16 augustus 1919 in Hingene)
- Alexander Scheppers ( ° Roux op 21 februari 1899 - overleden op 8 oktober 1918 in Beveren-IJzer)
- Louis Verelst (° Hingene op 21 december 1896 - overleden op 5 januari 1917 in Hoogstade)
- Houdenaert Hypolite (° Hingene op 3 april 1894 - overleden op 22 oktober 1916 in Hoogstade) (woonplaats Mechelen - begraven Mechelen)

Wintam had 11 gesneuvelden te betreuren:
- Edouard Louis De Block (° Hingene op 3 april 1895 - overleden op 5 november 1918 in Steenbrugge)
- Willem De Block (° Ruisbroek op 30 januari 1891 - overleden op 10 september 1914 in Holsbeek)
- Jean François Rottiers (° Hingene op 3 december 1883 - overleden ergens in augustus 1914 in de omgeving van Namen)
- Egidius Willem De Jonghe (° Ruisbroek op 25 januari 1888 - overleden op 20 april 1917 in Westvleteren)
- Frans Joseph De Laet (° Puurs op 29 juli 1889 - overleden op 9 februari 1915 in Nieuwpoort)
- Victor Kegels (° Wintam op 24 september 1887 - overleden op 6 april 1919 in Wintam)
- Henri Muyshondt (° Merksem op 24 december 1895 - overleden op 28 september 1918 in Langemark St. Juliaan)
- Joannes Rousseau (° Wintam op 7 april 1881 - overleden op 15 augustus 1918 in Antwerpen)
- Petrus Jozef Spiessens (° Hingene op 8 november 1887 - overleden op 24 augustus 1914 in Haacht)
- Franciscus Van Bruysel (° Hingene op 8 december 1894 - overleden op 17 juni 1915 in Hoogstade)
- Jozef Van Herbruggen (° Hingene op 24 juni 1886 - overleden op 2 oktober 1914 in Duffel)

Eikevliet had 3 gesneuvelden te betreuren:
- Constant Marnef (° Eikevliet op 11 juni 1894 - overleden op 14 oktober 1918 in Rumbeke-bij-Roeselare)
- Karel Lodewijk Suykens (° Puurs op 24 juni 1892 - overleden op 9 mei 1918 in Beveren-aan-de-IJzer)
- Richard Caluwaerts (° Eikevliet op 2 november 1897 - overleden op 29 september 1918 in Houthulst)

### Tweede Wereldoorlog

#### Gesneuvelden en burgerlijke slachtoffers
- Auguste Andries - Geboren te Hingene op 6 december 1885 en gefusilleerd te Mechelen op 21 juni 1942
- Frans Andries - Geboren te Hingene op 10 november 1921. Was lid van de verzetsbeweging "De zwarte hand". Aangehouden op 27 oktober 1941. Overleden aan Tyfus te Dachau op 11 februari 1945.
- Jean Paul Daelemans - Geboren te Hingene op 22 februari 1914. Lid van verzetsbeweging "De zwarte hand". Aangehouden op 27 oktober 1941 en overleden op 15 april 1945 tijdens een transport van Buchenwald naar Theresienstadt
- Albert De Laet - Geboren te Wintam op 30 oktober 1912. Aangehouden op 10 april 1942. Overleden te Sachsenhausen-Oranienburg op 25 februari 1945.
- Pieter Jozef Fabri - Geboren te Hingene op 9 maart 1910. Was Soldaat-Milicien bij het 1e Vestingsregiment, 1e Bat, 6e Comp en werd dood teruggevonden aan de poort van het fort van Brasschaat op 7 juni 1940. Hij was reeds gedood op 16 of 17 mei 1940 tijdens de bestorming van het fort door de Duitsers. Hij werd begraven in Leopoldsburg (graf Q - 181)
- Lodewijk Pelgrims - Geboren te Puurs op 30 oktober 1923. Was lid van de verzetsbeweging "De zwarte hand". Aangehouden op 27 oktober 1941. Overleden aan tuberculose en ontbering te Gross-Strehlitz in de nacht van 25 op 26 augustus 1944.
- Carolus Ludovicus Van Gucht - Geboren te Hingene op 6 februari 1919. Was lid van de verzetsbeweging "De zwarte hand". Aangehouden op 27 oktober 1941. Overleden te Gross-Rosen op 2 januari 1945.
- Albert Leopold Van Oost - Geboren te Hingene op 29 maart 1916. Was lid van de verzetsbeweging "De zwarte hand".Aangehouden op 27 oktober 1941. Overleden vermoedelijk februari 1945 omgeving Gross-Rosen.
- Frans Marinus Vertongen - Geboren in Hingene op 12 januari 1918. Hij was Korporaal bij het Belgische leger, 58ste Linieregiment, A.O.C. SchoolCie. Gevangen genomen door de Duitse Wehrmacht op 20 mei 1940 in Frévent (Pas-de-Calais FRA) en weggevoerd als POW naar Stalag IB Hohenstein (Ostpreußen). Op 15 juli 1940 sterft hij aan de gevolgen van een longontsteking en begraven op het kerkhof Schwenteinen (Świętajny). Hohenstein ligt nu in Polen en draagt de naam Olsztynek.

## Geografie

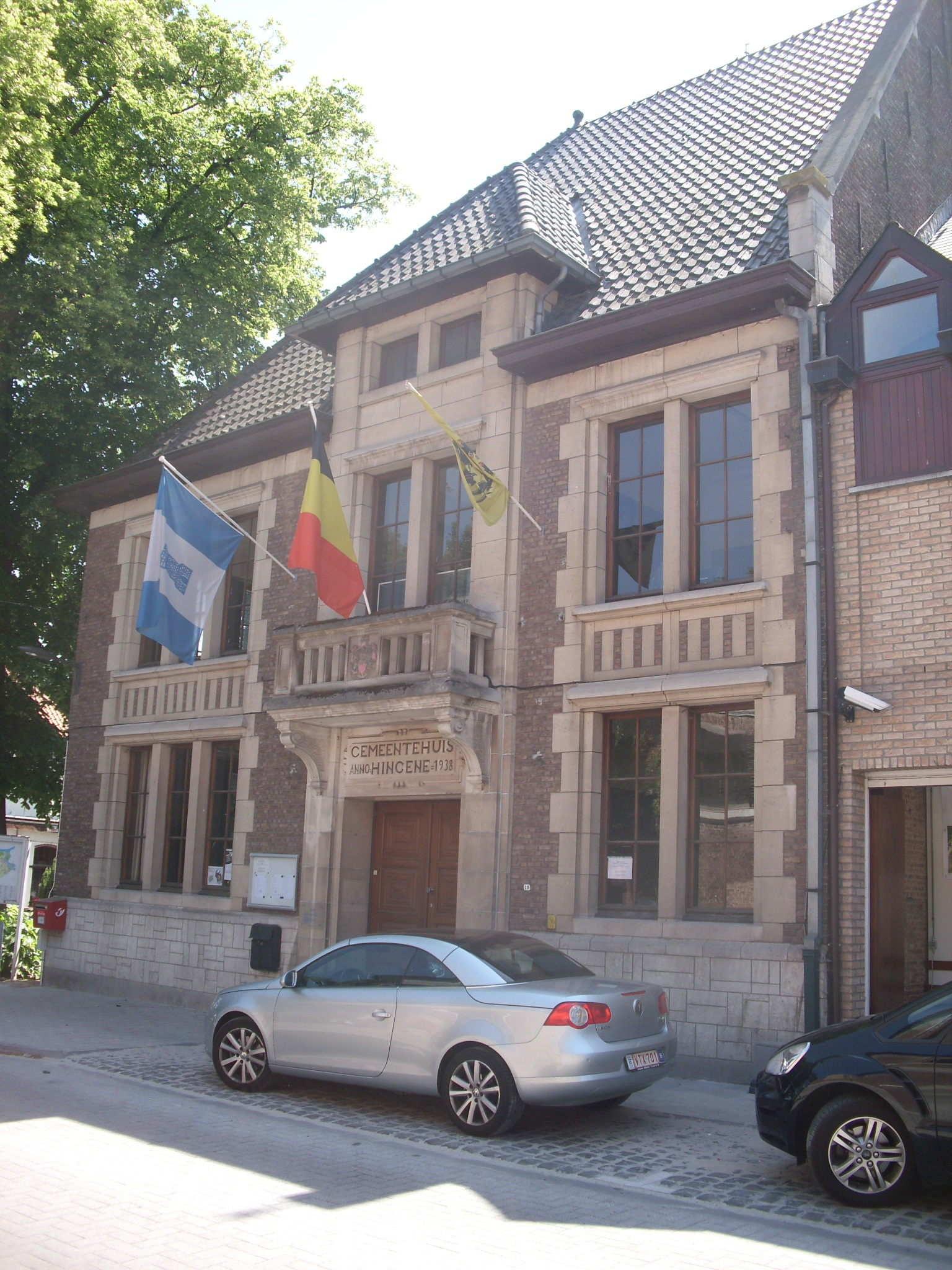
Oude gemeentehuis

### Hydrografie
Het dorp ligt nabij de Schelde; ten oosten liggen de Rupel en het Zeekanaal Brussel-Schelde. In het zuiden wordt de grens met Puurs-Sint-Amands gevormd door de Vliet; in het westen grenzend aan Bornem.

## Kernen
Hingene omvat, buiten Hingene-centrum, twee vrij belangrijke gehuchten: Wintam in het oosten en Eikevliet in het zuidoosten. In het noorden van Wintam ligt ook het verdwenen dorp Nattenhaasdonk (stormvloed 1825) en ten zuiden van Hingene-centrum vinden wij het gehucht Klein-Mechelen.
| #   | Naam           | Oppervlakte (km²) | Bevolking (2007) |
| --- | -------------- | ----------------- | ---------------- |
| I   | Hingene        | 3,612725          | n.n.b.           |
| II  | Wintam         | 4,953365          | n.n.b.           |
| III | Eikevliet      | 2,483835          | n.n.b.           |
| IV  | Klein-Mechelen | 2,253860          | n.n.b.           |
| V   | Nattenhaasdonk | 1,94              | n.n.b.           |

Bron: Leopold Mees; Geschiedenis der Gemeente Hingene
Kaart Hingene

## Demografische ontwikkeling
- Bronnen:NIS, Opm:1806 tot en met 1970=volkstellingen; 1976 = inwoneraantal op 31 december

## Bezienswaardigheden
- De Sint-Stefanuskerk
- Het Kasteel d'Ursel, voormalige zomerresidentie van de hertog d'Ursel, thans museum.
  - Kasteeltuinen met spiegelvijver en arboretum
  - Schildersatelier van gravin Antonine de Mun
  - de Notelaer, voormalig 18e-eeuws hertogelijk jachtpaviljoen
- Artistiek centrum De Casteleyn
- De rentmeesterswoning in de E. Vleminckxstraat met empire-interieur
- Kapel Oonze-Lieve-Vrouw van Banneux

Hingene staat op de lijst van de 50 mooiste dorpen van Vlaanderen.

## Natuur en landschap
Hingene ligt nabij de Schelde. Langs deze rivier vindt men buitendijks schorrengebied en waterrijk polderland zoals de Oudbroekpolder en de Schellandpolder. Het domein van Kasteel d'Ursel is bosrijk. De hoogte bedraagt ongeveer 2 meter.

## Politiek

### Geschiedenis
Hingene had een eigen gemeentebestuur en burgemeester tot de fusie van eind 1976.

#### Voormalige burgemeesters
| Tijdspanne | Tijdspanne  | Burgemeester                       |
| ---------- | ----------- | ---------------------------------- |
|            | 1820 - 1860 | Charles-Joseph d'Ursel (katholiek) |
|            | 1860 - 1878 | Léon d'Ursel (Kath. Partij)        |
|            | 1878 - 1903 | Joseph d'Ursel (Kath. Partij)      |
|            | 1904 - 1921 | Robert d'Ursel (Kath. Partij)      |
|            | 1921 - 1926 | Juliaan Thielemans (UCB)           |
|            | 1927 - 1972 | Willem Van Kerckhoven (UCB / CVP)  |
|            | 1972 - 1976 | Jozef Bogaerts (CVP)               |

## Religie en levensbeschouwing

### Kerkelijk Hingene

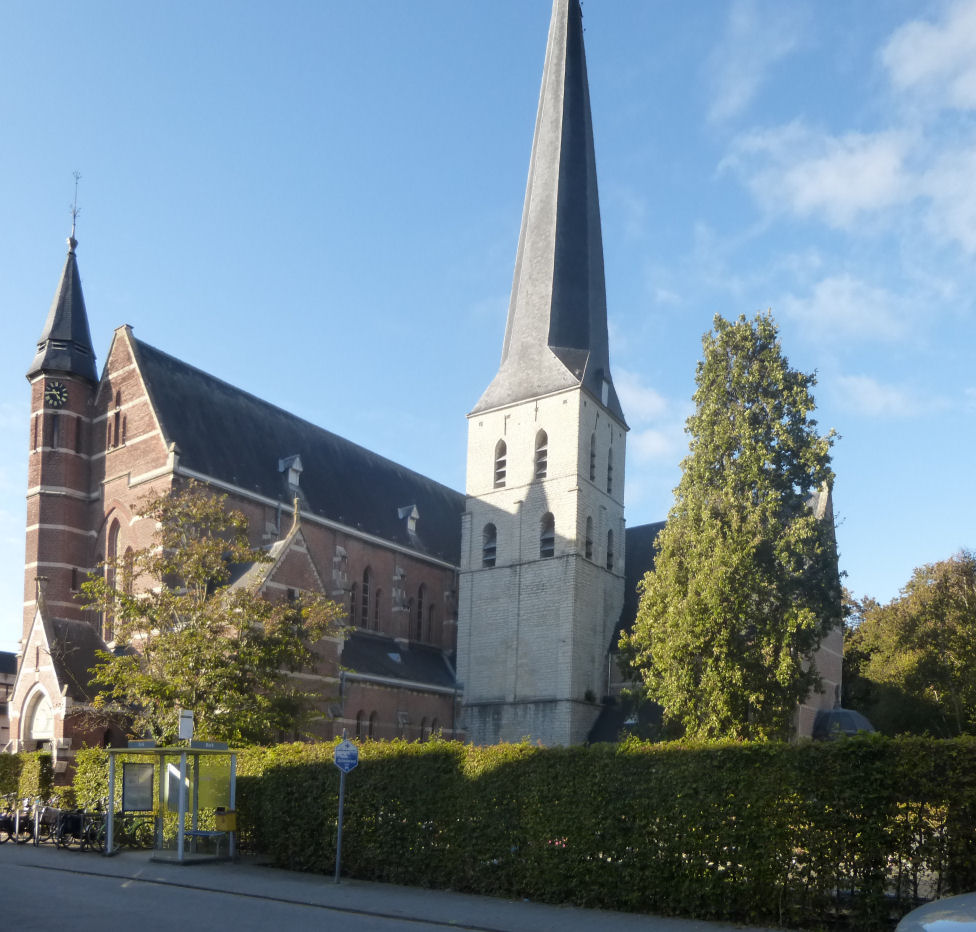
Sint-Stephanuskerk

In de 10de eeuw zouden de bewoners van Nattenhaasdonk, waarvan de kerk door wassende water van de Schelde was overstroomd, een kapel gebouwd hebben in Hingene. Twee eeuwen later bezat Hingene een kerk, die ten titel van hulpkerk afhing van die van Bornem en werd bediend door de paters van het klooster der Kanunniken van de Sint-Augustinusorde. De patroonheilige van Hingene is Sint-Stefaan.
Pastoors in Hingene vanaf 1893
- 1893-1925 | (pastoor) Verhaegen
- 1925-1942 | Victor Jansens
- 1942-1964 | Lod. Loos
- 1964-1977 | Jan Van Kerckhoven
- 1977-2004 | Henk Hamerlinck
- 2004-2014 | Patrick Maervoet
- 2014-1019 | parochiale werker Hugo Spiessens
- 2019-heden | Priester Barberien Steven

### Kerkelijk Wintam
De kerk werd door herstructurering van de bisdommen in 1801 afgeschaft in Nattenhaasdonk. De onderpastoor bleef nog wel aanwezig op algemeen verzoek van de bevolking. De dorpsgemeenschap van Wintam poogde herhaaldelijk een kerk in Wintam zelf te bekomen, maar dat werd telkens door de gemeenteafgevaardigden afgeketst. Na de dijkbreuk van 1825, waardoor Nattenhaasdonk weer eens onder water liep, gaf het gemeentebestuur eindelijk gunstig advies aan de inwoners van Wintam. De eerste steen voor de Sint-Margaretakerk werd gelegd op 29 mei 1828 door bouwheer Augustinus Verbraeck uit Dendermonde. De bouw van de kerk in Wintam had directe gevolgen voor Nattenhaasdonk. Het verzonken dorp van Nattenhaasdonk had zijn doodsteek gekregen en er kwam een volksverhuizing naar het hoger gelegen Wintam. In maart 2018 stond Wintam even op stelten: de inwoners kregen tijdens een ‘inspraakmoment’ te horen dat hun kerk al vanaf 1 september 2018 een nieuwe bestemming zou krijgen. Die beslissing maakte deel uit van het Bornemse ‘kerkenplan’. Vanaf 1 juli 2019 is het gebouw ontwijd, en zijn liturgische diensten er niet meer mogelijk.
Pastoors in Wintam vanaf 1881
- 1881-1899 | J. Bosch
- 1899-1923 | P. Claes
- 1923-1938 | J. Henderickx
- 1938-1949 | K. Flies
- 1949-1974 | Jozef Meeûs
- 1974-2004 | Tony Van Ranst
- 2004-2018 | parochiale werker Hendrik Seps

### Kerkelijk Eikevliet
De kerk van Eikevliet bestaat als sinds de 15e eeuw. Van die oude kerk bestaat enkel nog de toren. In 1836 bouwde men de twee zijbeuken, waaronder de doopkapel. De patroonheilige is Sint Lambertus.
Pastoors in Eikevliet vanaf 1887
- 1887-1913 | J.F. Crabbé
- 1913-1929 | J.L. Bloquaux
- 1929-1953 | L. Ceuppens
- 1953-1967 | Jozef Smet
- 1967-1997 | J. Vermeulen
- 1997-2004 | Tony Van Ranst (ondertussen nog pastoor van Wintam)
- 2004-? | parochiale werker Miel  Demondt

## Geboren in Hingene
- Edward Claessens (1885 - 1945), politicus en syndicalist
- Pol le Roy (1905-1983), dichter
- Clement Leemans (1931), wielrenner
- Martin Van Den Bossche (1941), wielrenner

## Begraven in Hingene
- Jan Wauters (1939-2010), sportverslaggever

## Verenigingen
- Toneelkring "Bloeiende Rozen Concordia" (1876 als zangmaatschappij en in 1886 als toneelvereniging)
- Toneelkring "Eikse Toneel" (1853 - opgegaan in Taal en Kunst in 1882)
- Toneelkring "Taal en Kunst" (1882 - )
- Harmonie "De Vlaamsche Jongens" (1895 - 2006)
- Harmonie "De Vrede" (1897 - reeds opgedoekt)
- Zangmaatschappij Sint Cecilia Hingene (1845 - 1964)
- Zangmaatschappij en kerkkoor Hisiste (1990)
- Zangmaatschappij en kerkkoor St.Gregorius Wintam (?)
- Turnkring "Sterk en Vroom" (1920 - )
- Turnkring Voor Eigen Schoon vzw (1966 - )
- Chirojongens Sint-Stefanus Hingene (1942 - )
- Chiromeisjes Hingene (1973 - )
- Oudleidingskring "De vergaderingskes" (1995 - )
- K.V.K. Hingene (1935 - )
- Supportersclub Rood-Geel (1978 - 1998)
- V.C. Biscaya Girls Hingene (1982 - 2000)
- K.F.C. Volharding Wintam-Eikevliet (1939 - )
- F.C. Olympia (1974 - 1994)
- ZVC Hingene (2004 - 2014)
- ZVC Asparagus Plantijn (1971 - )
- Havesdonckhoeve vzw (1979 - 2019)
- KWB Hingene (1950 - )
- KAV Hingene (1925 - )
- KVLV Hingene-Wintam-Eikevliet (?)
- Kon. St.-Donatusgilde Eikevliet (1942 - )
- Dartsclub "De Zwaan" (1987 - )
- Dartsclub ‘Sint Magaretha’ (1989 - 2014)
- Visclub "Groenendijkvissers" (?)
- Visclub "De Platte Pen" (1950 - )
- Ruiterclub "LRV De Hunters-Hingene" (1974 - )
- Kon. Wielerclub Willen Is Kunnen (1928 - 2021)
- De Scheldelandcrossers (1971 - 2008)
- De Casteleyn, Kunst en Heemkunde (1973 - 2012)
- Orde van Hingene (2012 - )
- Eikevlietvrienden (1978 - )
- Fotoclub "'t Wit Huizeke" Wintam (1982 - 2014)
- Hingene Events (2024 - )

## Nabijgelegen kernen
Eikevliet, Wintam, Bornem, Puurs
Deelgemeenten: Bornem · Hingene · Mariekerke · Weert

Gehuchten: Branst · Buitenland · Eikevliet · Wintam

Belgische gemeenten · Arrondissement Mechelen · Antwerpen (provincie) · Vlaanderen